# Kosmos 60
Kosmos 60 – radziecka sonda kosmiczna serii E-6 należącej do programu Łuna; szósta nieudana próba miękkiego lądowania na Księżycu.
Kosmos 60 został wystrzelony przez ZSRR w dniu 12 marca 1965 roku. Jego zadaniem było wykonanie miękkiego lądowania na Księżycu. Badał również m.in. tło promieni gamma. Konstrukcyjnie był podobny do Łuny 4. Wszedł na orbitę okołoziemską, ale nie opuścił jej. Przyczyną niepowodzenia misji był nieudany zapłon ucieczkowego stopnia rakiety nośnej. Awarię zapłonu spowodowało uszkodzenie transformatora w bloku zasilania systemu kontrolnego. Satelita wszedł ponownie w atmosferę Ziemi 17 marca 1965 roku.

## Instrumenty
Kosmos 60 wyniósł na pokładzie 16 kanałowy scyntylator NaI(Tl) (4 cm na 4 cm). Był on osłonięty scyntylatorem wyłapującym cząstki naładowane. Detektor był czuły na fotony o energiach z przedziału 0,5 – 2,0 MeV.